# Hingstepeira folisecens
Hingstepeira folisecens là một loài nhện trong họ Araneidae.
Loài này thuộc chi Hingstepeira. Hingstepeira folisecens được miêu tả năm 1932 bởi Hingston.